# «Сан-Диего Падрес» в сезоне 2004
Сезон 2004 года стал для «Сан-Диего Падрес» тридцать шестым в Главной лиге бейсбола. Команда завершила регулярный чемпионат с 87 победами при 75 поражениях, заняв третье место в Западном дивизионе Национальной лиги.
Домашние матчи команда проводила на поле стадиона «Петко-парк», открытого в апреле 2004 года.

## Регулярный чемпионат
Восьмого апреля команда провела первый официальный домашний матч на «Петко-парк». Новый стадион был построен вблизи делового центра города. тогда как предыдущий располагался в пригороде Мишн-Вэлли. В десяти иннингах «Падрес» обыграли «Сан-Франциско Джайентс» 4:3. Автором первого хоум-рана в истории стадиона стал аутфилдер гостей Маркис Гриссом.

### Драфт
На драфте 2004 года клубом было выбрано сорок девять игроков, из которых пять затем сыграли в Главной лиге бейсбола. В первом раунде «Падрес» под общим первым номером выбрали шортстопа Мэтта Буша, выпускника школы Мишн-Бей из Сан-Диего.

### Положение команд
В = Побед; П = Поражения; П% = Процент выигранных матчей; GB = Отставание от лидера; Дома = Победы/поражения дома; Выезд = Победы/поражения на выезде
| Западный дивизион      | В  | П   | П%   | GB   | Дома  | Выезд |
| ---------------------- | -- | --- | ---- | ---- | ----- | ----- |
| Лос-Анджелес Доджерс   | 93 | 69  | 57,4 | —    | 49—32 | 44—37 |
| Сан-Франциско Джайентс | 91 | 71  | 56,2 | 2,0  | 47—35 | 44—36 |
| Сан-Диего Падрес       | 87 | 75  | 53,7 | 6,0  | 42—39 | 45—36 |
| Колорадо Рокиз         | 68 | 94  | 42,0 | 25,0 | 38—43 | 30—51 |
| Аризона Даймондбэкс    | 51 | 111 | 31,5 | 42,0 | 29—52 | 22—59 |

### Статистика
| Условные цветовые обозначения    |
| -------------------------------- |
| Игроки, пришедшие по ходу сезона |
| Игроки, ушедшие по ходу сезона   |

- Курсивом выделены игроки, дебютировавшие в Главной лиге бейсбола в сезоне 2004 года
- Жирным выделены игроки, принимавшие участие в Матче всех звёзд
- Статистика приведена для игроков основного состава по данным сайта baseball-reference.com

#### Питчеры
| Игрок           | G  | GS | CG | IP    | W  | L  | ERA  | SO  | BB |
| --------------- | -- | -- | -- | ----- | -- | -- | ---- | --- | -- |
| Брайан Лоуренс  | 34 | 34 | 2  | 203,0 | 15 | 14 | 4,12 | 121 | 55 |
| Адам Итон       | 33 | 33 | 0  | 199,1 | 11 | 14 | 4,61 | 153 | 52 |
| Дэвид Уэллс     | 31 | 31 | 0  | 195,2 | 12 | 8  | 3,73 | 101 | 20 |
| Джейк Пиви      | 27 | 27 | 0  | 166,1 | 15 | 6  | 2,27 | 173 | 53 |
| Исмаэль Вальдес | 23 | 20 | 1  | 114,0 | 9  | 6  | 5,53 | 37  | 31 |

| Игрок           | G  | GS | IP   | W | L | SV | ERA  | SO | BB |
| --------------- | -- | -- | ---- | - | - | -- | ---- | -- | -- |
| Тревор Хоффман  | 55 | 0  | 54,2 | 3 | 3 | 41 | 2,30 | 53 | 8  |
| Скотт Лайнбринк | 73 | 0  | 84,0 | 7 | 3 | 0  | 2,14 | 83 | 26 |
| Акинори Оцука   | 73 | 0  | 77,1 | 7 | 2 | 2  | 1,75 | 87 | 26 |
| Джей Витасик    | 44 | 0  | 61,2 | 0 | 1 | 1  | 3,21 | 57 | 26 |
| Блейн Нил       | 40 | 0  | 42,0 | 1 | 1 | 0  | 4,07 | 36 | 11 |

#### Бэттеры
| Поз. | Игрок          | G   | AB  | R   | H   | 2B | 3B | HR | RBI | SB | BA   | OBP  | SLG  |
| ---- | -------------- | --- | --- | --- | --- | -- | -- | -- | --- | -- | ---- | ---- | ---- |
| C    | Рамон Эрнандес | 111 | 384 | 45  | 106 | 23 | 0  | 18 | 63  | 1  | 27,6 | 34,1 | 47,7 |
| 1B   | Фил Невин      | 147 | 547 | 78  | 158 | 31 | 1  | 26 | 105 | 0  | 28,9 | 36,8 | 49,2 |
| 2B   | Марк Лоретта   | 154 | 620 | 108 | 208 | 47 | 2  | 16 | 76  | 5  | 33,5 | 39,1 | 49,5 |
| SS   | Калил Грин     | 139 | 484 | 67  | 132 | 31 | 4  | 15 | 65  | 4  | 27,3 | 34,9 | 44,6 |
| 3B   | Шон Берроуз    | 130 | 523 | 76  | 156 | 23 | 3  | 2  | 47  | 5  | 29,8 | 34,8 | 36,5 |
| LF   | Райан Клеско   | 127 | 402 | 58  | 117 | 32 | 2  | 9  | 66  | 3  | 29,1 | 39,9 | 44,8 |
| CF   | Джей Пейтон    | 143 | 458 | 57  | 119 | 17 | 5  | 8  | 55  | 2  | 26,0 | 32,6 | 36,7 |
| RF   | Брайан Джайлс  | 159 | 609 | 97  | 173 | 33 | 7  | 23 | 94  | 10 | 28,4 | 37,4 | 47,5 |

## Аффилированные клубы
В 2004 году фарм-система «Падрес» занимала двадцать пятое место в рейтинге журнала Baseball America, оценивающем уровень таланта молодых игроков. Перед стартом регулярного чемпионата в число ста лучших молодых игроков по его оценкам входило два игрока организации: игрок второй базы Джош Барфилд (№ 20) и шортстоп Калил Грин (№ 61). После завершения сезона места в этот рейтинг под № 45 вошёл Барфилд.

### Результаты
| Уровень | Команда            | Город                    | Лига                          | Результат      | Главный тренер |
| ------- | ------------------ | ------------------------ | ----------------------------- | -------------- | -------------- |
| AAA     | Портленд Биверс    | Портленд, Орегон         | Лига Тихоокеанского побережья | 84—60 (58,3 %) | Крейг Колберт  |
| AA      | Мобил Бэй Беарс    | Мобил, Алабама           | Южная лига                    | 73—67 (52,1 %) | Гэри Джонс     |
| A+      | Лейк-Элсинор Сторм | Лейк-Элсинор, Калифорния | Калифорнийская лига           | 68—72 (48,6 %) | Рик Рентерия   |
| A       | Форт-Уэйн Уизардс  | Форт-Уэйн, Индиана       | Лига Среднего Запада          | 72—68 (51,4 %) | Рэнди Риди     |
| A-      | Юджин Эмералдс     | Юджин, Орегон            | Северо-Западная лига          | 26—50 (34,2 %) | Рой Хауэлл     |
| Rk      | АЗЛ Падрес         | Пеория, Аризона          | Аризонская лига               | 26—30 (46,4 %) | Карлос Лескано |

### Отчёты о матчах
1. ↑  Padres 8, Dodgers 2, Monday, April 5, 2004 (англ.). baseball-reference.com. Sports Reference LLC. Дата обращения: 23 апреля 2021. Архивировано 17 февраля 2021 года.
2. ↑  Dodgers 5, Padres 4, Tuesday, April 6, 2004 (англ.). baseball-reference.com. Sports Reference LLC. Дата обращения: 23 апреля 2021. Архивировано 3 июня 2020 года.
3. ↑  Dodgers 2, Padres 1, Wednesday, April 7, 2004 (англ.). baseball-reference.com. Sports Reference LLC. Дата обращения: 23 апреля 2021. Архивировано 21 августа 2020 года.
4. ↑  Padres 4, Giants 3, Thursday, April 8, 2004 (англ.). baseball-reference.com. Sports Reference LLC. Дата обращения: 23 апреля 2021. Архивировано 12 ноября 2020 года.
5. ↑  Padres 6, Giants 4, Saturday, April 10, 2004 (англ.). baseball-reference.com. Sports Reference LLC. Дата обращения: 23 апреля 2021. Архивировано 4 июня 2020 года.
6. ↑  Giants 6, Padres 3, Sunday, April 11, 2004 (англ.). baseball-reference.com. Sports Reference LLC. Дата обращения: 23 апреля 2021. Архивировано 4 июня 2020 года.
7. ↑  Padres 8, Dodgers 3, Tuesday, April 13, 2004 (англ.). baseball-reference.com. Sports Reference LLC. Дата обращения: 23 апреля 2021. Архивировано 4 июня 2020 года.
8. ↑  Dodgers 11, Padres 4, Wednesday, April 14, 2004 (англ.). baseball-reference.com. Sports Reference LLC. Дата обращения: 23 апреля 2021. Архивировано 4 июня 2020 года.
9. ↑  Dodgers 7, Padres 5, Thursday, April 15, 2004 (англ.). baseball-reference.com. Sports Reference LLC. Дата обращения: 23 апреля 2021. Архивировано 4 июня 2020 года.
10. ↑  D-Backs 5, Padres 0, Friday, April 16, 2004 (англ.). baseball-reference.com. Sports Reference LLC. Дата обращения: 23 апреля 2021. Архивировано 4 июня 2020 года.
11. ↑  Padres 3, D-Backs 2, Saturday, April 17, 2004 (англ.). baseball-reference.com. Sports Reference LLC. Дата обращения: 23 апреля 2021. Архивировано 4 июня 2020 года.
12. ↑  Padres 6, D-Backs 5, Sunday, April 18, 2004 (англ.). baseball-reference.com. Sports Reference LLC. Дата обращения: 23 апреля 2021. Архивировано 4 июня 2020 года.
13. ↑  Giants 4, Padres 3, Monday, April 19, 2004 (англ.). baseball-reference.com. Sports Reference LLC. Дата обращения: 23 апреля 2021. Архивировано 5 июня 2020 года.
14. ↑  Padres 9, Giants 5, Tuesday, April 20, 2004 (англ.). baseball-reference.com. Sports Reference LLC. Дата обращения: 23 апреля 2021. Архивировано 2 октября 2020 года.
15. ↑  Padres 11, Giants 0, Wednesday, April 21, 2004 (англ.). baseball-reference.com. Sports Reference LLC. Дата обращения: 23 апреля 2021. Архивировано 24 февраля 2021 года.
16. ↑  Padres 9, Giants 4, Thursday, April 22, 2004 (англ.). baseball-reference.com. Sports Reference LLC. Дата обращения: 23 апреля 2021. Архивировано 1 августа 2020 года.
17. ↑  D-Backs 5, Padres 2, Friday, April 23, 2004 (англ.). baseball-reference.com. Sports Reference LLC. Дата обращения: 23 апреля 2021. Архивировано 20 июня 2020 года.
18. ↑  Padres 4, D-Backs 2, Saturday, April 24, 2004 (англ.). baseball-reference.com. Sports Reference LLC. Дата обращения: 23 апреля 2021. Архивировано 22 июля 2020 года.
19. ↑  D-Backs 12, Padres 7, Sunday, April 25, 2004 (англ.). baseball-reference.com. Sports Reference LLC. Дата обращения: 23 апреля 2021. Архивировано 22 июля 2020 года.
20. ↑  Padres 3, Expos 2, Monday, April 26, 2004 (англ.). baseball-reference.com. Sports Reference LLC. Дата обращения: 23 апреля 2021. Архивировано 2 октября 2020 года.
21. ↑  Padres 3, Expos 0, Tuesday, April 27, 2004 (англ.). baseball-reference.com. Sports Reference LLC. Дата обращения: 23 апреля 2021. Архивировано 31 августа 2020 года.
22. ↑  Padres 5, Expos 4, Wednesday, April 28, 2004 (англ.). baseball-reference.com. Sports Reference LLC. Дата обращения: 23 апреля 2021. Архивировано 2 октября 2020 года.
23. ↑  Padres 2, Expos 1, Thursday, April 29, 2004 (англ.). baseball-reference.com. Sports Reference LLC. Дата обращения: 23 апреля 2021. Архивировано 4 июня 2020 года.
24. ↑  Padres 7, Mets 6, Friday, April 30, 2004 (англ.). baseball-reference.com. Sports Reference LLC. Дата обращения: 23 апреля 2021. Архивировано 2 октября 2020 года.
25. ↑  Padres 3, Mets 1, Saturday, May 1, 2004 (англ.). baseball-reference.com. Sports Reference LLC. Дата обращения: 23 апреля 2021. Архивировано 31 августа 2020 года.
26. ↑  Mets 6, Padres 2, Sunday, May 2, 2004 (англ.). baseball-reference.com. Sports Reference LLC. Дата обращения: 23 апреля 2021. Архивировано 1 августа 2020 года.
27. ↑  Braves 4, Padres 2, Tuesday, May 4, 2004 (англ.). baseball-reference.com. Sports Reference LLC. Дата обращения: 23 апреля 2021. Архивировано 17 августа 2020 года.
28. ↑  Padres 2, Braves 0, Wednesday, May 5, 2004 (англ.). baseball-reference.com. Sports Reference LLC. Дата обращения: 23 апреля 2021. Архивировано 24 июля 2020 года.
29. ↑  Padres 7, Braves 3, Thursday, May 6, 2004 (англ.). baseball-reference.com. Sports Reference LLC. Дата обращения: 23 апреля 2021. Архивировано 17 августа 2020 года.
30. ↑  Marlins 3, Padres 1, Friday, May 7, 2004 (англ.). baseball-reference.com. Sports Reference LLC. Дата обращения: 23 апреля 2021. Архивировано 20 августа 2020 года.
31. ↑  Padres 6, Marlins 3, Saturday, May 8, 2004 (англ.). baseball-reference.com. Sports Reference LLC. Дата обращения: 23 апреля 2021. Архивировано 20 августа 2020 года.
32. ↑  Marlins 7, Padres 4, Sunday, May 9, 2004 (англ.). baseball-reference.com. Sports Reference LLC. Дата обращения: 23 апреля 2021. Архивировано 20 августа 2020 года.
33. ↑  Reds 6, Padres 3, Tuesday, May 11, 2004 (англ.). baseball-reference.com. Sports Reference LLC. Дата обращения: 23 апреля 2021. Архивировано 4 июня 2020 года.
34. ↑  Padres 2, Reds 1, Wednesday, May 12, 2004 (англ.). baseball-reference.com. Sports Reference LLC. Дата обращения: 23 апреля 2021. Архивировано 4 июня 2020 года.
35. ↑  Padres 8, Reds 2, Thursday, May 13, 2004 (англ.). baseball-reference.com. Sports Reference LLC. Дата обращения: 23 апреля 2021. Архивировано 4 июня 2020 года.
36. ↑  Cubs 6, Padres 1, Friday, May 14, 2004 (англ.). baseball-reference.com. Sports Reference LLC. Дата обращения: 23 апреля 2021. Архивировано 23 апреля 2021 года.
37. ↑  Cubs 7, Padres 5, Saturday, May 15, 2004 (англ.). baseball-reference.com. Sports Reference LLC. Дата обращения: 23 апреля 2021. Архивировано 23 апреля 2021 года.
38. ↑  Cubs 4, Padres 2, Sunday, May 16, 2004 (англ.). baseball-reference.com. Sports Reference LLC. Дата обращения: 23 апреля 2021. Архивировано 4 июня 2020 года.
39. ↑  Padres 6, Pirates 3, Wednesday, May 19, 2004 (англ.). baseball-reference.com. Sports Reference LLC. Дата обращения: 23 апреля 2021. Архивировано 4 июня 2020 года.
40. ↑  Padres 7, Pirates 3, Wednesday, May 19, 2004 (англ.). baseball-reference.com. Sports Reference LLC. Дата обращения: 23 апреля 2021. Архивировано 4 июня 2020 года.
41. ↑  Pirates 9, Padres 7, Thursday, May 20, 2004 (англ.). baseball-reference.com. Sports Reference LLC. Дата обращения: 23 апреля 2021. Архивировано 2 октября 2020 года.
42. ↑  Phillies 5, Padres 4, Friday, May 21, 2004 (англ.). baseball-reference.com. Sports Reference LLC. Дата обращения: 23 апреля 2021. Архивировано 25 января 2021 года.
43. ↑  Padres 9, Phillies 6, Saturday, May 22, 2004 (англ.). baseball-reference.com. Sports Reference LLC. Дата обращения: 23 апреля 2021. Архивировано 29 ноября 2020 года.
44. ↑  Phillies 6, Padres 4, Sunday, May 23, 2004 (англ.). baseball-reference.com. Sports Reference LLC. Дата обращения: 23 апреля 2021. Архивировано 23 января 2021 года.
45. ↑  Padres 11, Rockies 6, Tuesday, May 25, 2004 (англ.). baseball-reference.com. Sports Reference LLC. Дата обращения: 23 апреля 2021. Архивировано 2 июня 2020 года.
46. ↑  Rockies 13, Padres 6, Wednesday, May 26, 2004 (англ.). baseball-reference.com. Sports Reference LLC. Дата обращения: 23 апреля 2021. Архивировано 2 июня 2020 года.
47. ↑  Padres 4, Rockies 3, Thursday, May 27, 2004 (англ.). baseball-reference.com. Sports Reference LLC. Дата обращения: 23 апреля 2021. Архивировано 2 июня 2020 года.
48. ↑  Padres 5, Brewers 3, Friday, May 28, 2004 (англ.). baseball-reference.com. Sports Reference LLC. Дата обращения: 23 апреля 2021. Архивировано 3 июня 2020 года.
49. ↑  Brewers 4, Padres 3, Saturday, May 29, 2004 (англ.). baseball-reference.com. Sports Reference LLC. Дата обращения: 23 апреля 2021. Архивировано 3 июня 2020 года.
50. ↑  Padres 5, Brewers 2, Sunday, May 30, 2004 (англ.). baseball-reference.com. Sports Reference LLC. Дата обращения: 23 апреля 2021. Архивировано 3 июня 2020 года.
51. ↑  Rockies 7, Padres 1, Monday, May 31, 2004 (англ.). baseball-reference.com. Sports Reference LLC. Дата обращения: 23 апреля 2021. Архивировано 31 августа 2020 года.
52. ↑  Rockies 7, Padres 1, Tuesday, June 1, 2004 (англ.). baseball-reference.com. Sports Reference LLC. Дата обращения: 24 апреля 2021. Архивировано 2 октября 2020 года.
53. ↑  Padres 2, Rockies 1, Wednesday, June 2, 2004 (англ.). baseball-reference.com. Sports Reference LLC. Дата обращения: 24 апреля 2021. Архивировано 31 августа 2020 года.
54. ↑  Brewers 3, Padres 1, Friday, June 4, 2004 (англ.). baseball-reference.com. Sports Reference LLC. Дата обращения: 24 апреля 2021. Архивировано 2 октября 2020 года.
55. ↑  Padres 4, Brewers 0, Saturday, June 5, 2004 (англ.). baseball-reference.com. Sports Reference LLC. Дата обращения: 24 апреля 2021. Архивировано 2 октября 2020 года.
56. ↑  Padres 8, Brewers 3, Sunday, June 6, 2004 (англ.). baseball-reference.com. Sports Reference LLC. Дата обращения: 24 апреля 2021. Архивировано 2 октября 2020 года.
57. ↑  Red Sox 1, Padres 0, Tuesday, June 8, 2004 (англ.). baseball-reference.com. Sports Reference LLC. Дата обращения: 24 апреля 2021. Архивировано 19 августа 2020 года.
58. ↑  Padres 8, Red Sox 1, Wednesday, June 9, 2004 (англ.). baseball-reference.com. Sports Reference LLC. Дата обращения: 24 апреля 2021. Архивировано 24 апреля 2021 года.
59. ↑  Red Sox 9, Padres 3, Thursday, June 10, 2004 (англ.). baseball-reference.com. Sports Reference LLC. Дата обращения: 24 апреля 2021. Архивировано 1 июня 2020 года.
60. ↑  Padres 10, Yankees 2, Friday, June 11, 2004 (англ.). baseball-reference.com. Sports Reference LLC. Дата обращения: 24 апреля 2021. Архивировано 12 ноября 2020 года.
61. ↑  Yankees 3, Padres 2, Saturday, June 12, 2004 (англ.). baseball-reference.com. Sports Reference LLC. Дата обращения: 24 апреля 2021. Архивировано 28 августа 2020 года.
62. ↑  Yankees 6, Padres 5, Sunday, June 13, 2004 (англ.). baseball-reference.com. Sports Reference LLC. Дата обращения: 24 апреля 2021. Архивировано 26 декабря 2020 года.
63. ↑  Devil Rays 5, Padres 2, Tuesday, June 15, 2004 (англ.). baseball-reference.com. Sports Reference LLC. Дата обращения: 24 апреля 2021. Архивировано 31 августа 2020 года.
64. ↑  Devil Rays 9, Padres 6, Wednesday, June 16, 2004 (англ.). baseball-reference.com. Sports Reference LLC. Дата обращения: 24 апреля 2021. Архивировано 2 октября 2020 года.
65. ↑  Devil Rays 4, Padres 1, Thursday, June 17, 2004 (англ.). baseball-reference.com. Sports Reference LLC. Дата обращения: 24 апреля 2021. Архивировано 20 января 2021 года.
66. ↑  Blue Jays 3, Padres 2, Friday, June 18, 2004 (англ.). baseball-reference.com. Sports Reference LLC. Дата обращения: 24 апреля 2021. Архивировано 31 августа 2020 года.
67. ↑  Padres 3, Blue Jays 2, Saturday, June 19, 2004 (англ.). baseball-reference.com. Sports Reference LLC. Дата обращения: 24 апреля 2021. Архивировано 2 октября 2020 года.
68. ↑  Blue Jays 3, Padres 0, Sunday, June 20, 2004 (англ.). baseball-reference.com. Sports Reference LLC. Дата обращения: 24 апреля 2021. Архивировано 31 августа 2020 года.
69. ↑  Padres 3, D-Backs 1, Monday, June 21, 2004 (англ.). baseball-reference.com. Sports Reference LLC. Дата обращения: 24 апреля 2021. Архивировано 2 октября 2020 года.
70. ↑  Padres 2, D-Backs 1, Tuesday, June 22, 2004 (англ.). baseball-reference.com. Sports Reference LLC. Дата обращения: 24 апреля 2021. Архивировано 31 августа 2020 года.
71. ↑  Padres 4, D-Backs 3, Wednesday, June 23, 2004 (англ.). baseball-reference.com. Sports Reference LLC. Дата обращения: 24 апреля 2021. Архивировано 2 октября 2020 года.
72. ↑  Padres 3, Mariners 2, Friday, June 25, 2004 (англ.). baseball-reference.com. Sports Reference LLC. Дата обращения: 24 апреля 2021. Архивировано 2 октября 2020 года.
73. ↑  Mariners 7, Padres 3, Saturday, June 26, 2004 (англ.). baseball-reference.com. Sports Reference LLC. Дата обращения: 24 апреля 2021. Архивировано 31 августа 2020 года.
74. ↑  Padres 5, Mariners 1, Sunday, June 27, 2004 (англ.). baseball-reference.com. Sports Reference LLC. Дата обращения: 24 апреля 2021. Архивировано 2 октября 2020 года.
75. ↑  Padres 10, D-Backs 5, Monday, June 28, 2004 (англ.). baseball-reference.com. Sports Reference LLC. Дата обращения: 24 апреля 2021. Архивировано 5 декабря 2020 года.
76. ↑  Padres 3, D-Backs 2, Tuesday, June 29, 2004 (англ.). baseball-reference.com. Sports Reference LLC. Дата обращения: 24 апреля 2021. Архивировано 22 июля 2020 года.
77. ↑  D-Backs 8, Padres 5, Wednesday, June 30, 2004 (англ.). baseball-reference.com. Sports Reference LLC. Дата обращения: 24 апреля 2021. Архивировано 22 июля 2020 года.
78. ↑  D-Backs 7, Padres 5, Thursday, July 1, 2004 (англ.). baseball-reference.com. Sports Reference LLC. Дата обращения: 25 апреля 2021. Архивировано 22 июля 2020 года.
79. ↑  Padres 7, Royals 5, Friday, July 2, 2004 (англ.). baseball-reference.com. Sports Reference LLC. Дата обращения: 25 апреля 2021. Архивировано 28 июля 2020 года.
80. ↑  Padres 5, Royals 4, Saturday, July 3, 2004 (англ.). baseball-reference.com. Sports Reference LLC. Дата обращения: 25 апреля 2021. Архивировано 31 августа 2020 года.
81. ↑  Padres 7, Royals 1, Sunday, July 4, 2004 (англ.). baseball-reference.com. Sports Reference LLC. Дата обращения: 25 апреля 2021. Архивировано 2 октября 2020 года.
82. ↑  Padres 2, Astros 1, Monday, July 5, 2004 (англ.). baseball-reference.com. Sports Reference LLC. Дата обращения: 25 апреля 2021. Архивировано 2 октября 2020 года.
83. ↑  Padres 5, Astros 3, Tuesday, July 6, 2004 (англ.). baseball-reference.com. Sports Reference LLC. Дата обращения: 25 апреля 2021. Архивировано 4 июня 2020 года.
84. ↑  Astros 5, Padres 1, Wednesday, July 7, 2004 (англ.). baseball-reference.com. Sports Reference LLC. Дата обращения: 25 апреля 2021. Архивировано 4 июня 2020 года.
85. ↑  Rockies 5, Padres 1, Thursday, July 8, 2004 (англ.). baseball-reference.com. Sports Reference LLC. Дата обращения: 25 апреля 2021. Архивировано 4 июня 2020 года.
86. ↑  Rockies 6, Padres 5, Friday, July 9, 2004 (англ.). baseball-reference.com. Sports Reference LLC. Дата обращения: 25 апреля 2021. Архивировано 4 июня 2020 года.
87. ↑  Rockies 6, Padres 2, Saturday, July 10, 2004 (англ.). baseball-reference.com. Sports Reference LLC. Дата обращения: 25 апреля 2021. Архивировано 4 июня 2020 года.
88. ↑  Padres 4, Rockies 2, Sunday, July 11, 2004 (англ.). baseball-reference.com. Sports Reference LLC. Дата обращения: 25 апреля 2021. Архивировано 4 июня 2020 года.
89. ↑  Padres 5, Astros 1, Friday, July 16, 2004 (англ.). baseball-reference.com. Sports Reference LLC. Дата обращения: 25 апреля 2021. Архивировано 20 августа 2020 года.
90. ↑  Padres 7, Astros 4, Saturday, July 17, 2004 (англ.). baseball-reference.com. Sports Reference LLC. Дата обращения: 25 апреля 2021. Архивировано 3 июня 2020 года.
91. ↑  Astros 5, Padres 3, Sunday, July 18, 2004 (англ.). baseball-reference.com. Sports Reference LLC. Дата обращения: 25 апреля 2021. Архивировано 20 августа 2020 года.
92. ↑  Padres 13, Rockies 6, Monday, July 19, 2004 (англ.). baseball-reference.com. Sports Reference LLC. Дата обращения: 25 апреля 2021. Архивировано 19 августа 2020 года.
93. ↑  Padres 9, Rockies 7, Tuesday, July 20, 2004 (англ.). baseball-reference.com. Sports Reference LLC. Дата обращения: 25 апреля 2021. Архивировано 19 августа 2020 года.
94. ↑  Padres 7, Giants 1, Wednesday, July 21, 2004 (англ.). baseball-reference.com. Sports Reference LLC. Дата обращения: 25 апреля 2021. Архивировано 29 июля 2020 года.
95. ↑  Padres 9, Giants 4, Thursday, July 22, 2004 (англ.). baseball-reference.com. Sports Reference LLC. Дата обращения: 25 апреля 2021. Архивировано 31 августа 2020 года.
96. ↑  Dodgers 3, Padres 2, Friday, July 23, 2004 (англ.). baseball-reference.com. Sports Reference LLC. Дата обращения: 25 апреля 2021. Архивировано 21 августа 2020 года.
97. ↑  Dodgers 12, Padres 2, Saturday, July 24, 2004 (англ.). baseball-reference.com. Sports Reference LLC. Дата обращения: 25 апреля 2021. Архивировано 3 июня 2020 года.
98. ↑  Padres 3, Dodgers 0, Sunday, July 25, 2004 (англ.). baseball-reference.com. Sports Reference LLC. Дата обращения: 25 апреля 2021. Архивировано 21 августа 2020 года.
99. ↑  Padres 3, Giants 2, Monday, July 26, 2004 (англ.). baseball-reference.com. Sports Reference LLC. Дата обращения: 25 апреля 2021. Архивировано 4 июня 2020 года.
100. ↑  Giants 6, Padres 4, Tuesday, July 27, 20044 (англ.). baseball-reference.com. Sports Reference LLC. Дата обращения: 25 апреля 2021. Архивировано 4 июня 2020 года.
101. ↑  Padres 9, Giants 4, Wednesday, July 28, 2004 (англ.). baseball-reference.com. Sports Reference LLC. Дата обращения: 25 апреля 2021. Архивировано 4 июня 2020 года.
102. ↑  Padres 7, Giants 4, Thursday, July 29, 2004 (англ.). baseball-reference.com. Sports Reference LLC. Дата обращения: 25 апреля 2021. Архивировано 4 июня 2020 года.
103. ↑  Dodgers 12, Padres 3, Friday, July 30, 2004 (англ.). baseball-reference.com. Sports Reference LLC. Дата обращения: 25 апреля 2021. Архивировано 4 июня 2020 года.
104. ↑  Padres 3, Dodgers 2, Saturday, July 31, 2004 (англ.). baseball-reference.com. Sports Reference LLC. Дата обращения: 25 апреля 2021. Архивировано 9 августа 2020 года.
105. ↑  Dodgers 2, Padres 1, Sunday, August 1, 2004 (англ.). baseball-reference.com. Sports Reference LLC. Дата обращения: 25 апреля 2021. Архивировано 4 июня 2020 года.
106. ↑  Phillies 5, Padres 2, Tuesday, August 3, 2004 (англ.). baseball-reference.com. Sports Reference LLC. Дата обращения: 25 апреля 2021. Архивировано 4 июня 2020 года.
107. ↑  Phillies 7, Padres 5, Wednesday, August 4, 2004 (англ.). baseball-reference.com. Sports Reference LLC. Дата обращения: 25 апреля 2021. Архивировано 4 июня 2020 года.
108. ↑  Phillies 5, Padres 3, Thursday, August 5, 2004 (англ.). baseball-reference.com. Sports Reference LLC. Дата обращения: 25 апреля 2021. Архивировано 4 июня 2020 года.
109. ↑  Padres 13, Pirates 1, Friday, August 6, 2004 (англ.). baseball-reference.com. Sports Reference LLC. Дата обращения: 25 апреля 2021. Архивировано 4 июня 2020 года.
110. ↑  Pirates 3, Padres 1, Saturday, August 7, 2004 (англ.). baseball-reference.com. Sports Reference LLC. Дата обращения: 25 апреля 2021. Архивировано 4 июня 2020 года.
111. ↑  Pirates 4, Padres 2, Sunday, August 8, 2004 (англ.). baseball-reference.com. Sports Reference LLC. Дата обращения: 25 апреля 2021. Архивировано 4 июня 2020 года.
112. ↑  Padres 8, Cubs 6, Tuesday, August 10, 2004 (англ.). baseball-reference.com. Sports Reference LLC. Дата обращения: 25 апреля 2021. Архивировано 25 апреля 2021 года.
113. ↑  Cubs 5, Padres 1, Wednesday, August 11, 2004 (англ.). baseball-reference.com. Sports Reference LLC. Дата обращения: 25 апреля 2021. Архивировано 25 апреля 2021 года.
114. ↑  Padres 5, Cubs 4, Thursday, August 12, 2004 (англ.). baseball-reference.com. Sports Reference LLC. Дата обращения: 25 апреля 2021. Архивировано 29 ноября 2020 года.
115. ↑  Padres 14, Reds 5, Friday, August 13, 2004 (англ.). baseball-reference.com. Sports Reference LLC. Дата обращения: 25 апреля 2021. Архивировано 2 июня 2020 года.
116. ↑  Reds 11, Padres 5, Saturday, August 14, 2004 (англ.). baseball-reference.com. Sports Reference LLC. Дата обращения: 25 апреля 2021. Архивировано 2 июня 2020 года.
117. ↑  Padres 7, Reds 2, Sunday, August 15, 2004 (англ.). baseball-reference.com. Sports Reference LLC. Дата обращения: 25 апреля 2021. Архивировано 19 августа 2020 года.
118. ↑  Braves 5, Padres 4, Monday, August 16, 2004 (англ.). baseball-reference.com. Sports Reference LLC. Дата обращения: 25 апреля 2021. Архивировано 30 августа 2020 года.
119. ↑  Padres 11, Braves 6, Tuesday, August 17, 2004 (англ.). baseball-reference.com. Sports Reference LLC. Дата обращения: 25 апреля 2021. Архивировано 2 октября 2020 года.
120. ↑  Braves 6, Padres 5, Wednesday, August 18, 2004 (англ.). baseball-reference.com. Sports Reference LLC. Дата обращения: 25 апреля 2021. Архивировано 2 октября 2020 года.
121. ↑  Padres 6, Marlins 1, Friday, August 20, 2004 (англ.). baseball-reference.com. Sports Reference LLC. Дата обращения: 25 апреля 2021. Архивировано 4 июня 2020 года.
122. ↑  Marlins 8, Padres 2, Saturday, August 21, 2004 (англ.). baseball-reference.com. Sports Reference LLC. Дата обращения: 25 апреля 2021. Архивировано 4 июня 2020 года.
123. ↑  Marlins 8, Padres 3, Sunday, August 22, 2004 (англ.). baseball-reference.com. Sports Reference LLC. Дата обращения: 25 апреля 2021. Архивировано 4 июня 2020 года.
124. ↑  Padres 9, Mets 4, Monday, August 23, 2004 (англ.). baseball-reference.com. Sports Reference LLC. Дата обращения: 25 апреля 2021. Архивировано 4 июня 2020 года.
125. ↑  Padres 3, Mets 1, Tuesday, August 24, 2004 (англ.). baseball-reference.com. Sports Reference LLC. Дата обращения: 25 апреля 2021. Архивировано 4 июня 2020 года.
126. ↑  Padres 4, Mets 0, Wednesday, August 25, 2004 (англ.). baseball-reference.com. Sports Reference LLC. Дата обращения: 25 апреля 2021. Архивировано 4 июня 2020 года.
127. ↑  Padres 10, Mets 3, Thursday, August 26, 2004 (англ.). baseball-reference.com. Sports Reference LLC. Дата обращения: 25 апреля 2021. Архивировано 4 июня 2020 года.
128. ↑  Expos 10, Padres 3, Friday, August 27, 2004 (англ.). baseball-reference.com. Sports Reference LLC. Дата обращения: 25 апреля 2021. Архивировано 4 июня 2020 года.
129. ↑  Padres 5, Expos 2, Saturday, August 28, 2004 (англ.). baseball-reference.com. Sports Reference LLC. Дата обращения: 25 апреля 2021. Архивировано 25 апреля 2021 года.
130. ↑  Padres 11, Expos 3, Sunday, August 29, 2004 (англ.). baseball-reference.com. Sports Reference LLC. Дата обращения: 25 апреля 2021. Архивировано 25 апреля 2021 года.
131. ↑  Cardinals 9, Padres 3, Tuesday, August 31, 2004 (англ.). baseball-reference.com. Sports Reference LLC. Дата обращения: 25 апреля 2021. Архивировано 26 апреля 2021 года.
132. ↑  Cardinals 4, Padres 2, Wednesday, September 1, 2004 (англ.). baseball-reference.com. Sports Reference LLC. Дата обращения: 25 апреля 2021. Архивировано 28 апреля 2021 года.
133. ↑  Cardinals 7, Padres 2, Thursday, September 2, 2004 (англ.). baseball-reference.com. Sports Reference LLC. Дата обращения: 25 апреля 2021. Архивировано 25 апреля 2021 года.
134. ↑  Padres 7, Rockies 6, Friday, September 3, 2004 (англ.). baseball-reference.com. Sports Reference LLC. Дата обращения: 25 апреля 2021. Архивировано 2 октября 2020 года.
135. ↑  Rockies 8, Padres 2, Saturday, September 4, 2004 (англ.). baseball-reference.com. Sports Reference LLC. Дата обращения: 25 апреля 2021. Архивировано 4 июня 2020 года.
136. ↑  Rockies 5, Padres 2, Sunday, September 5, 2004 (англ.). baseball-reference.com. Sports Reference LLC. Дата обращения: 25 апреля 2021. Архивировано 4 июня 2020 года.
137. ↑  Padres 7, Cardinals 3, Monday, September 6, 2004 (англ.). baseball-reference.com. Sports Reference LLC. Дата обращения: 25 апреля 2021. Архивировано 4 июня 2020 года.
138. ↑  Cardinals 4, Padres 2, Tuesday, September 7, 2004 (англ.). baseball-reference.com. Sports Reference LLC. Дата обращения: 25 апреля 2021. Архивировано 4 июня 2020 года.
139. ↑  Padres 10, Cardinals 5, Wednesday, September 8, 2004 (англ.). baseball-reference.com. Sports Reference LLC. Дата обращения: 25 апреля 2021. Архивировано 21 сентября 2020 года.
140. ↑  Rockies 9, Padres 7, Thursday, September 9, 2004 (англ.). baseball-reference.com. Sports Reference LLC. Дата обращения: 25 апреля 2021. Архивировано 19 августа 2020 года.
141. ↑  Padres 10, Rockies 4, Friday, September 10, 2004 (англ.). baseball-reference.com. Sports Reference LLC. Дата обращения: 25 апреля 2021. Архивировано 2 июня 2020 года.
142. ↑  Rockies 13, Padres 2, Saturday, September 11, 2004 (англ.). baseball-reference.com. Sports Reference LLC. Дата обращения: 25 апреля 2021. Архивировано 19 августа 2020 года.
143. ↑  Padres 15, Rockies 2, Sunday, September 12, 2004 (англ.). baseball-reference.com. Sports Reference LLC. Дата обращения: 25 апреля 2021. Архивировано 25 июля 2020 года.
144. ↑  Padres 9, Dodgers 7, Monday, September 13, 2004 (англ.). baseball-reference.com. Sports Reference LLC. Дата обращения: 25 апреля 2021. Архивировано 21 августа 2020 года.
145. ↑  Dodgers 6, Padres 3, Tuesday, September 14, 2004 (англ.). baseball-reference.com. Sports Reference LLC. Дата обращения: 25 апреля 2021. Архивировано 3 июня 2020 года.
146. ↑  Padres 7, Dodgers 3, Wednesday, September 15, 2004 (англ.). baseball-reference.com. Sports Reference LLC. Дата обращения: 25 апреля 2021. Архивировано 3 июня 2020 года.
147. ↑  Padres 3, Dodgers 0, Thursday, September 16, 2004 (англ.). baseball-reference.com. Sports Reference LLC. Дата обращения: 25 апреля 2021. Архивировано 21 августа 2020 года.
148. ↑  Giants 4, Padres 1, Friday, September 17, 2004 (англ.). baseball-reference.com. Sports Reference LLC. Дата обращения: 25 апреля 2021. Архивировано 5 июня 2020 года.
149. ↑  Padres 5, Giants 1, Saturday, September 18, 2004 (англ.). baseball-reference.com. Sports Reference LLC. Дата обращения: 25 апреля 2021. Архивировано 5 июня 2020 года.
150. ↑  Giants 4, Padres 2, Sunday, September 19, 2004 (англ.). baseball-reference.com. Sports Reference LLC. Дата обращения: 25 апреля 2021. Архивировано 5 июня 2020 года.
151. ↑  Padres 9, Dodgers 4, Tuesday, September 21, 2004 (англ.). baseball-reference.com. Sports Reference LLC. Дата обращения: 25 апреля 2021. Архивировано 4 июня 2020 года.
152. ↑  Padres 4, Dodgers 0, Wednesday, September 22, 2004 (англ.). baseball-reference.com. Sports Reference LLC. Дата обращения: 25 апреля 2021. Архивировано 4 июня 2020 года.
153. ↑  Dodgers 9, Padres 6, Thursday, September 23, 2004 (англ.). baseball-reference.com. Sports Reference LLC. Дата обращения: 25 апреля 2021. Архивировано 4 июня 2020 года.
154. ↑  Padres 6, D-Backs 5, Friday, September 24, 2004 (англ.). baseball-reference.com. Sports Reference LLC. Дата обращения: 25 апреля 2021. Архивировано 2 октября 2020 года.
155. ↑  Padres 6, D-Backs 5, Saturday, September 25, 2004 (англ.). baseball-reference.com. Sports Reference LLC. Дата обращения: 25 апреля 2021. Архивировано 31 августа 2020 года.
156. ↑  Padres 7, D-Backs 1, Sunday, September 26, 2004 (англ.). baseball-reference.com. Sports Reference LLC. Дата обращения: 25 апреля 2021. Архивировано 2 октября 2020 года.
157. ↑  Giants 7, Padres 5, Tuesday, September 28, 2004 (англ.). baseball-reference.com. Sports Reference LLC. Дата обращения: 25 апреля 2021. Архивировано 31 августа 2020 года.
158. ↑  Padres 4, Giants 3, Wednesday, September 29, 2004 (англ.). baseball-reference.com. Sports Reference LLC. Дата обращения: 25 апреля 2021. Архивировано 25 февраля 2021 года.
159. ↑  Giants 4, Padres 1, Thursday, September 30, 2004 (англ.). baseball-reference.com. Sports Reference LLC. Дата обращения: 25 апреля 2021. Архивировано 28 июля 2020 года.
160. ↑  Padres 3, D-Backs 2, Friday, October 1, 2004 (англ.). baseball-reference.com. Sports Reference LLC. Дата обращения: 25 апреля 2021. Архивировано 22 июля 2020 года.
161. ↑  D-Backs 7, Padres 6, Saturday, October 2, 2004 (англ.). baseball-reference.com. Sports Reference LLC. Дата обращения: 25 апреля 2021. Архивировано 22 июля 2020 года.
162. ↑  D-Backs 4, Padres 1, Sunday, October 3, 2004 (англ.). baseball-reference.com. Sports Reference LLC. Дата обращения: 25 апреля 2021. Архивировано 8 ноября 2020 года.